# Орден Красного Знамени (ВНР)
Орден Красного Знамени (венг. Vörös Zászló Érdemrend) — государственная награда Венгерской Народной Республики.

## Статут
Учрежден в 1953 году с целью награждения военнослужащих, добившихся отличных успехов в выполнении воинского долга.
Также могли награждаться наиболее отличившиеся воинские части и военно-учебные заведения, а также гражданские лица за выдающиеся заслуги в укреплении обороны страны.
Носится на левой стороне груди.

## Описание

### Тип 1
Знак овальной формы голубой эмали в центре с государственным гербом в цветных эмалях образца 1949 года. От герба в краю знака расходятся золотые солнечные лучи. Края знака закрыты венком из пшеничных колосьев, в основании перевитых лентой цветов государственного флага. Верхнюю часть знака прикрывает развивающееся знамя Венгерской Народной Армии в цветных эмалях: красное полотнище с каймой в виде треугольников зелёного и белого цвета.
Знак при помощи кольца в вершине знака крепится к орденской ленте, сложенной треугольником.

### Тип 2
Знак ордена представляет собой знамя Венгерской Народной Армии в цветных эмалях: красное полотнище с каймой в виде треугольников зелёного и белого цвета, наложенное на золотой лавровый венок. В основании венка изображение государственного герба в цветных эмалях образца 1949 года.
Знак при помощи кольца в вершине венка крепится к орденской ленте, сложенной треугольником.

### Тип 3

Флаг Венгерской Народной Армии (1957—1989)

Знак ордена представляет собой знамя Венгерской Народной Армии в цветных эмалях: красное полотнище с каймой в виде треугольников зелёного и белого цвета, наложенное на золотой лавровый венок. В основании венка изображение государственного герба в цветных эмалях образца 1957 года.
Знак при помощи кольца в вершине венка крепится к орденской ленте, сложенной треугольником.

### Лента
Лента ордена всех типов красная муаровая с тремя полосками по центру: красная, белая, зелёная, обременённых тонкими белыми полосками по краям.

### Миниатюра
Для повседневного ношения используется орденская планка, представляющая собой прямоугольную металлическую платину, обтянутую орденской лентой с прикреплённым миниатюрным знаком ордена соответствующего типа.